# 相田暢一
相田 暢一（あいだ ちょういち、1921年5月19日 - 2012年4月17日）は、日本の元大学野球選手、アマチュア野球指導者、アマチュア野球審判員。1940年代から2010年代にかけてアマチュア野球の振興に尽力し、その功績が評価され野球殿堂入り（特別表彰）を果たした。

## 経歴
北海道小樽市出身。旧制小樽中学校（現在の北海道小樽潮陵高等学校）で投手としてマウンドに立ち、旧制中学校卒業後に早稲田大学に入学する。法学部で学ぶ傍ら、部活に打ち込んだが、肩を負傷したことをきっかけにマネジャーに転身する。
早稲田大学在学中の1943年、学徒出陣前に早大戸塚球場で行われた出陣学徒壮行早慶戦（いわゆる最後の早慶戦）の実現に奔走、当時の早稲田大学総長だった田中穂積など早大関係者を説得して回った。
第二次世界大戦の際には相田自身も軍に入営した為、野球の現場から離れることになるが、入営前に必死になって野球用具（硬式球やバット）を買い集め、早稲田大学野球部合宿所に保管していた。戦争が終結した後、保管していた用具を早大だけでなく東京六大学の各校に配布したことが1945年10月28日の東京六大学野球OB戦、11月18日の全早慶戦をそれぞれ明治神宮野球場で開催することに繋がり、それは高らかに日本野球の復興を告げる端緒ともなった。
軍隊から復員して早稲田大学に復学、1946年から学生のままで早稲田大学野球部監督に就任し、復活した東京六大学野球リーグ戦で采配を振るい、1946年秋のリーグ戦で優勝している。その後はアマチュア野球の審判員に転身。第40回全国高等学校野球選手権大会（1958年）では、準々決勝で延長18回引き分け再試合となった徳島商業対魚津戦では2試合とも球審を務めている（詳細は魚津対徳島商延長18回引き分け再試合を参照）。
その後は日本学生野球協会、全日本大学野球連盟等、アマチュア野球組織で評議員や理事などを務めた。
2012年4月17日に老衰のため死去。90歳没。
2014年に野球殿堂特別表彰者に選出された。